# Florgrade FC
El Florgrade FC es un equipo de fútbol de Portugal que juega en la Liga Regional de Aveiro, la quinta división nacional.

## Historia
Fue fundado el 30 de abril de 2019 en el municipio de Cortegaça del distrito de Aveiro como el equipo de fútbol representante del municipio por una idea de una familia para que el club jugara en la liga aficionada. En la temporada 2020/21 juega en la Primera División de Aveiro por primera vez, de la cual sale campeón luego de vencer en la final al CCR Válega por 4-0.
Dos años después es campeón de la Liga Regional de Aveiro luego de terminar invicto en la ronda final, con ello logra el ascenso al Campeonato de Portugal y la clasificación a la Copa de Portugal por primera vez.

## Palmarés
- Liga Regional de Aveiro: 1

2022/23
- Primera División de Aveiro: 1

2020/21